# 『発表!ウチの県の大事ケン』〜1時間まるごと○○県TV〜
『『発表!ウチの県の大事ケン』〜1時間まるごと○○県TV〜』（『はっぴょう!ウチのけんのだいじケン』〜1時間まるごとまるまるけんTV〜）は、2023年7月17日よりTBS系列で放送されているバラエティ番組。MCは川島明（麒麟）と王林。放送時間は毎週月曜 23:58 - 0:28。

## MC
- 川島明（麒麟）
- 王林

## スタッフ

### レギュラー版
- 総合演出：塩谷暁充
- ナレーター：服部潤
- 構成：中野俊成、カツオ、松本智子、エモペイ
- TM：五藤寛丈
- TD：喜友名邦裕
- カメラ：菅沼雄介
- VE：久保澤知史
- 音声：杉山雄飛
- 照明：榎本翔悟
- 美術プロデューサー：小栗綾介
- 美術デザイナー：古賀福太郎
- 美術ディレクター：保田大介
- 装置：相良比佐夫
- 操作：新本大介
- アクリル装飾：森美男
- 電飾：森田光俊
- メカシステム：庄子泰広
- 装飾：深山健太郎
- メイク：川原悠希
- 編集：e-square
- MA：中村裕子
- 音効：中村鉄太郎
- CG：榛葉大介
- イラスト：榎本よしたか、中村サトル
- 編成：寺田淳史
- 宣伝：二瓶真実、古永めぐみ
- TK：野村佳乃子
- デスク：渡辺香織
- リサーチ：田中奈緒、フルタイム
- AD：三輪さくら、工藤沙莉那、杉山渉、大島菜々、河野涼香、川上隼人、正藤響
- キャスティングP：菊池絢子
- 制作進行：前田泰一郎
- AP：野瀬純也、辰馬成拓、向恵利香、常深志乃
- ディレクター：柴田大輔、佐藤祐貴、西村郁哉、三宅孝司、出田陸
- 演出：青木章浩、川本賢一郎（ブロックス）、森伸太郎（BaKaBest）、田場亮耶
- 企画：江藤俊久
- プロデューサー：細谷知世、伊藤隆大、森亜希子（kimika）、浅井裕太郎、冨永祐一（ブロックス）、三島綾乃、川俣和也（てっぱん）、阿部さちよ（SHO-GUN）
- CP：上田淳也
- 制作協力：kimika、ブロックス、BaKaBest、てっぱん
- 制作：TBSテレビコンテンツ制作局バラエティ制作
- 製作著作：TBS

### パイロット版
- 製作著作：TBS